# Serinus
Serinus es un género de aves paseriformes perteneciente a la familia Fringillidae propias de Eurasia y África. Entre sus miembros se encuentra una de las aves de jaula más populares, el canario común (Serinus canaria domestica).
En la actualidad el género contiene ocho especies, aunque anteriormente era más numeroso, pero estudios filogenéticos basados en análisis de secuencias de ADN mitocondrial y nuclear mostraron que el género era polifilético. Por ello, se escindió en dos géneros monofiléticos, trasladándose la mayoría de las especies al género Crithagra, una a Chrysocorythus y otra a Spinus.

## Especies
Las ocho especies que actualmente componen el género son:
- Serinus alario (Linnaeus, 1758): serín alario;
- Serinus canaria (Linnaeus, 1758): serín canario o canario común;
- Serinus canicollis (Swainson, 1838): serín dorsigrís;
- Serinus flavivertex (Blanford, 1869): serín coronigualdo;
- Serinus nigriceps (Rüppell, 1840): serín cabecita negra;
- Serinus pusillus (Pallas, 1811): serín frentirrojo;
- Serinus serinus (Linnaeus, 1766): serín verdecillo o verdecillo común;
- Serinus syriacus (Bonaparte, 1850): serín sirio.